# Beurre de cacao
Pour les articles homonymes, voir Beurre (homonymie).

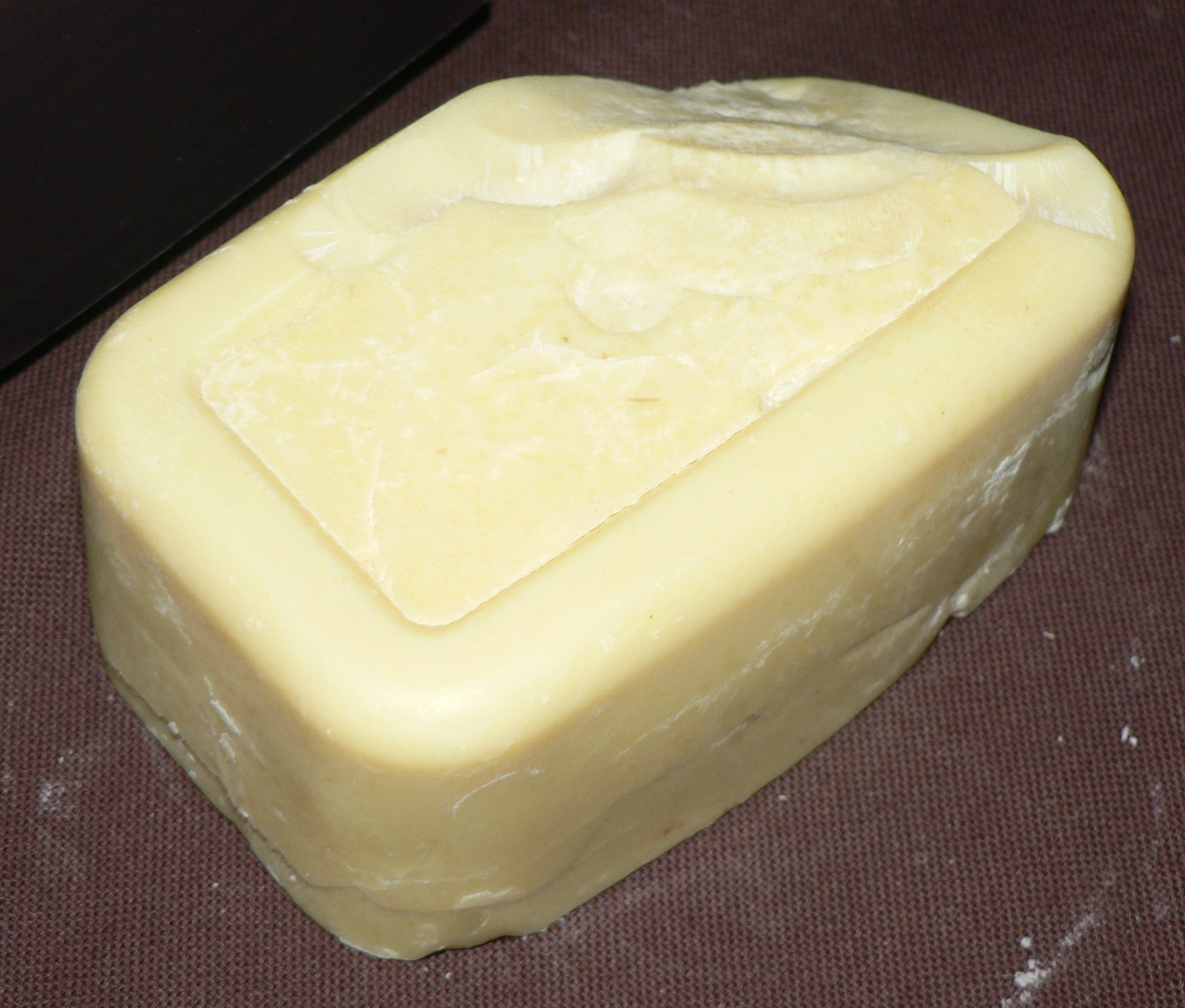
Pain de beurre de cacao.

Le beurre de cacao est une matière grasse végétale issue de la pression ou de l'extraction par solvant (hexane) des fèves de cacao pour obtenir la poudre de cacao. Sa couleur va du jaune ivoire au brun. Il entre dans la composition du chocolat. 

## Caractéristiques
Le beurre de cacao est un mélange de graisse semi-solide et semi-liquide : ses acides gras ont des points de fusion différents. En effet l'acide oléique fond à 13 °C, l'acide stéarique à 70 °C, et l'acide palmitique à 63 °C. Le beurre de cacao, lui, fond à 34-35 °C. 
Le beurre de cacao est une des graisses les plus stables connues, contenant les antioxydants naturels qui empêchent le rancissement et lui donnent une vie de stockage de deux à cinq ans.

## Utilisation
Il est utilisé dans la fabrication de nombreux produits para-pharmaceutiques ou cosmétiques, tels que les huiles solaires ou les baumes à lèvres. Le beurre de cacao a été, jusqu'au milieu du XXe siècle, à la base de la composition des suppositoires. Les pharmaciens l'utilisaient encore dans les années 1980 pour les préparations artisanales. Il a été délaissé pour des excipients synthétiques qui ne sont pas sujets à la surfusion. La surfusion étant une altération du beurre de cacao qui se produit lors d'un chauffage trop important visant à le faire fondre, le rendant ainsi impropre à son utilisation.
Le chocolat blanc est composé de beurre de cacao, de lait et de sucre tandis que le chocolat noir est composé de cacao, de beurre de cacao et de sucre.  
Une directive européenne  permet de faire entrer dans la composition du chocolat 5 % de matière grasse végétale autre que le beurre de cacao. En France, les dénominations « Chocolat Pur Beurre de Cacao », « Chocolat Traditionnel » et toutes les autres dénominations équivalentes sont réservées aux chocolats fabriqués à partir des seules graisses tirées des fèves de cacaoyers, sans adjonction de matière grasse d'autres végétaux. Cette mention ne concerne que le chocolat plein et l'enrobage des bonbons de chocolat. L'intérieur de ces derniers peut en effet contenir des graisses végétales (noisettes, amandes ou autres).

## Conditionnement et conservation
Le beurre de cacao est conditionné sous forme de bloc ou en flocons. Il doit être conservé à l’abri de l’air et de la lumière.

## Composition
| acide gras                             | Pourcentage |
| -------------------------------------- | ----------- |
| acide stéarique                        | 34 %        |
| acide oléique                          | 34 %        |
| acide palmitique                       | 26 %        |
| acide linoléique                       | 2 %         |
| Autres acides gras saturés             | 4 %         |
| Pourcentage total en graisses saturées | 57-64 %     |

Environ un tiers de ces acides gras sont des acides gras monoinsaturés, plus précisément de l’acide oléique, neutre vis-à-vis de la cholestérolémie. Mais 50 à 60 % du beurre de cacao sont constitués d’acides gras saturés (acide stéarique, acide palmitique). Ces acides sont présents dans les graisses animales – beurre, lait, viande, charcuterie – mais aussi végétales (huile de palme, huile de coco, etc.). Ils augmentent les lipides dans le sang. En réalité, il existe des dizaines d’acides gras saturés différents, selon le nombre d’atomes de carbone (saturés en hydrogène) qui constituent la chaîne du lipide. L’acide gras stéarique (environ un tiers des gras du cacao) n’aurait pas d’effets sur le niveau de cholestérol.